# Vossloh
Vossloh AG es una empresa alemana dedicada a la construcción de vehículos ferroviarios y elementos de infraestructura.

## España
Vossloh contaba desde 2005 con una fábrica en Albuixech (Valencia), que en origen fue de MACOSA y luego de Alstom. En 2016, la factoría fue vendida al grupo suizo Stadler Rail.
Es accionista de Amurrio Ferrocarril y Equipos, S.A.

## Productos
- BB 60000
- Euro 3000
- Euro 4000
- Serie 4300 Metro de Valencia
- Train-Tram